# Wat Pathum Wanaram

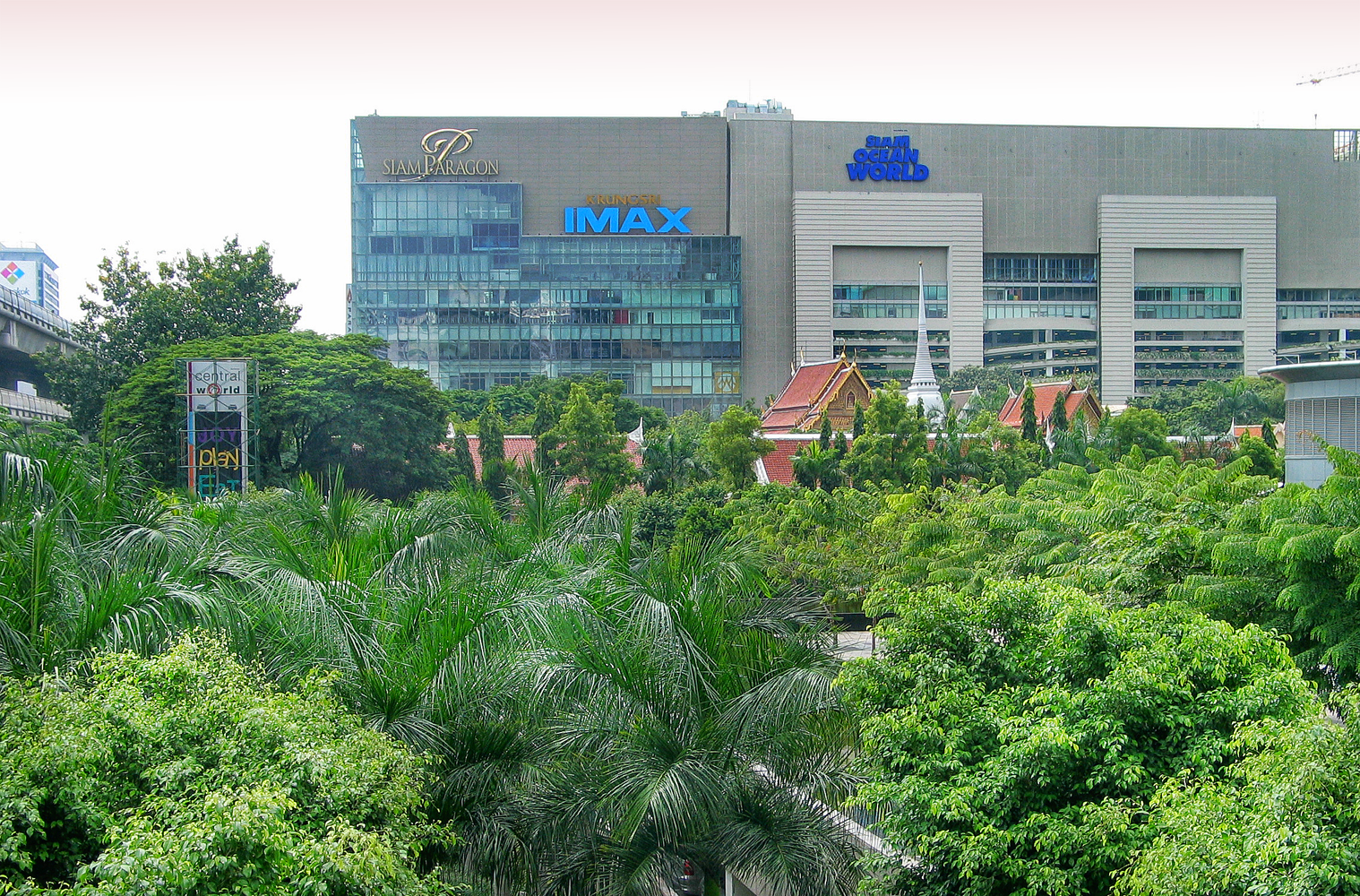
Wat Pathum Wanaram zwischen Hochhäusern

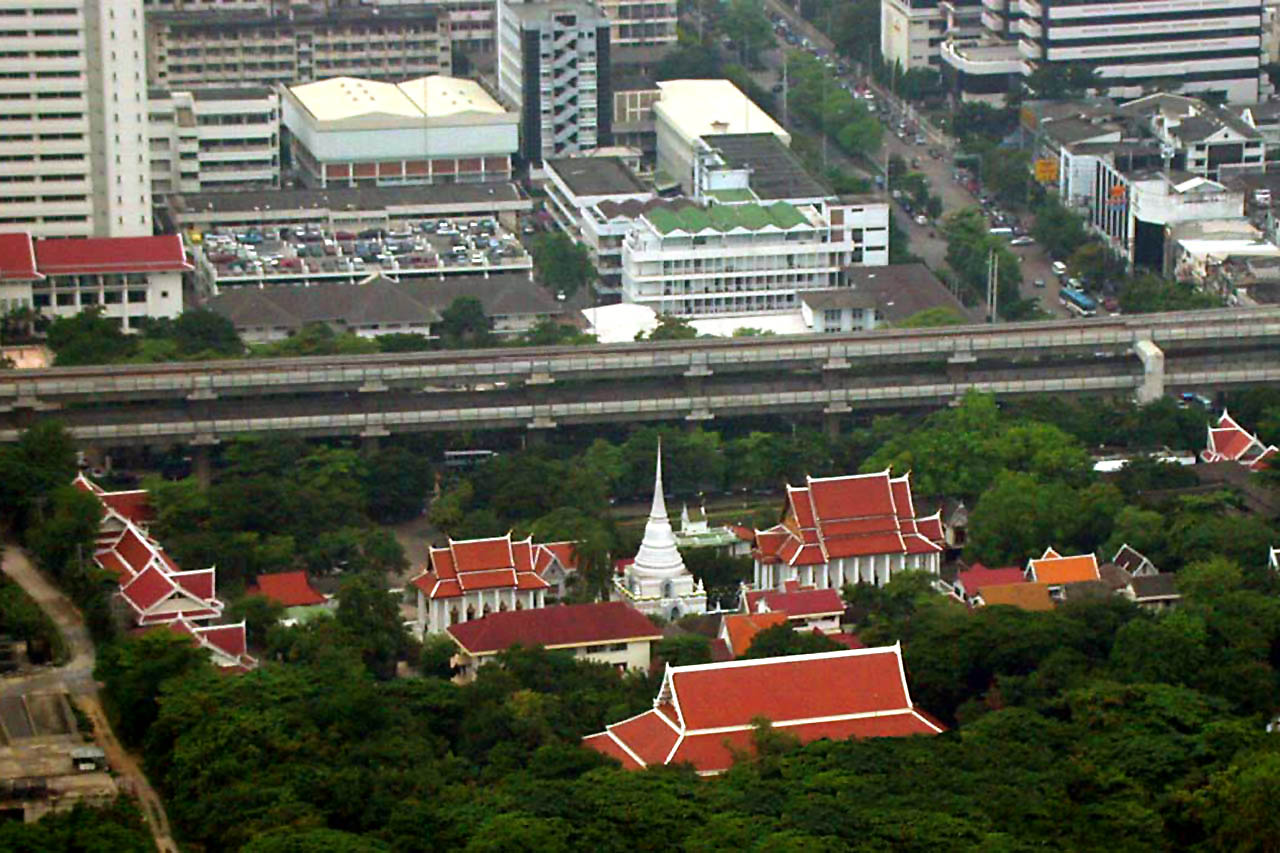
Lage des Tempels vom Baiyoke Tower 2 aus gesehen.

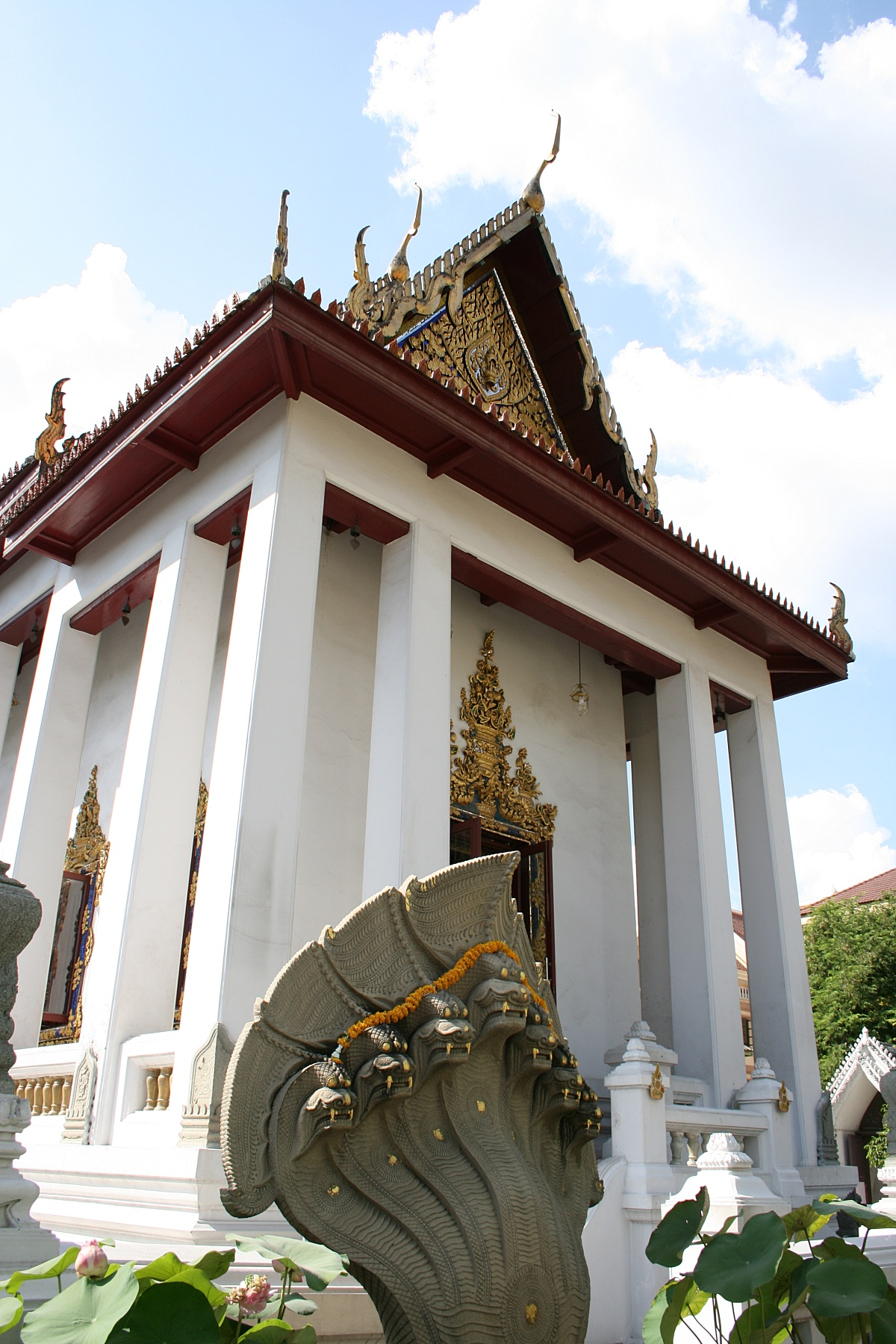
Ubosot des Wat Pathum Wanaram

Wat Pathum Wanaram (Thai: วัดปทุมวนาราม, auch: วัดป่าบัว, Wat Pa Bua – Tempel des Lotuswaldes) ist ein buddhistischer Tempel (Wat) im Ortsteil (Khet) Pathum Wan von Thailands Hauptstadt Bangkok. Sein vollständiger Name lautet „Wat Pathum Wanaram Ratcha Wora Viharn“ (วัดปทุมวนารามราชวรวิหาร), er ist ein Tempel der dritten Klasse des Ordens der Thammayut-Mönche.

## Lage
Der 150 Jahre alte königliche Tempel ist noch immer eine Oase der Ruhe inmitten seiner lauten und hektischen weltlichen Umgebung. Direkt westlich angrenzend an das Tempelgelände liegt das 2005 eröffnete Einkaufszentrum Siam Paragon, etwas weiter entfernt das Siam Center, welches bereits 1973 erbaut wurde. Vor dem Tempelgelände führt die verkehrsreiche Rama-I.-Straße (Thanon Phra Ram 1) vorbei, über die der Bangkok Skytrain fährt, schräg gegenüber auf der anderen Straßenseite befindet sich der Siam Square, eine Einkaufsgegend mit vielen kleinen Läden, Restaurants und großen Kinos. Im Osten wird der Tempel von den Hochhäusern des Central World Plaza Einkaufszentrums bedrängt, das an der Ratchaprasong-Kreuzung liegt.

## Geschichte
Wat Pathum Wanaram wurde im Jahre 1857 von König Mongkut (Rama IV.) gegründet, um in der Nähe seines neuen Sra-Pathum-Palastes eine Andachtsstätte zu haben. Der Name des neuen Tempels war zuerst „Wat Sra Pathum“, er lag weit vor den Toren Bangkoks mitten zwischen Reisfeldern in einer sumpfigen Umgebung. Damals war die einzige Möglichkeit, den Tempel zu erreichen, per Boot über den Khlong Saen Saep, der heute sozusagen „hinter“ dem Tempelgelände verläuft.

## Aufbau
Das Gelände des Wat Pathum Wanaram ist von einer hohen Mauer von seiner weltlichen Umgebung abgeschirmt. Von der Rama-I.-Straße gelangt man durch eine Toreinfahrt zunächst auf einen großen Parkplatz, an den ein ovaler, mit vielen Lotus-Blumen bestandenen Teich grenzt. Hinter dem Teich beginnt der eigentliche Tempel. Der Grundriss ist wie bei jedem traditionellen thailändische Wat streng unterteilt in den südlich gelegenen Putthawat, dem Bereich der Sakralgebäude und dem nördlich daran anschließenden Sanghawat, dem Wohnbereich der Mönche. Westlich dieser Bereiche stehen noch einige verwahrloste Häuser, die aber auch zum Tempel zu gehören scheinen.
Der Putthawat ist ebenfalls von einer niedrigen Kampheng Kaeo (Juwelen-Mauer) umgeben. In ihm befinden sich exakt von West nach Ost ausgerichtet in einer Reihe der „Phra Ubosot“, die „Phra Chedi“, der „Phra Viharn“ und der „Thon Pho“, der Bodhi-Baum.
- Der Ubosot ist etwas kleiner als der Viharn. Seine Bai Sema (Grenzsteine) sind nicht flach und blattförmig (Bai), sondern dreidimensionale, vier-seitig behauene, eher würfelförmige Steine, wie sie häufig in Thammayut-Tempeln anzutreffen sind. Vor dem westlichen Eingang steht die moderne Skulptur eines Dvaravati-Gesetzesrades aus rotem Sandstein, flankiert von zwei Statuen siebenköpfiger Nagas. Die Innenwände sind mit Wandmalereien bedeckt, die noch aus der Zeit König Mongkuts stammen. Auf der Stirnwand sind übergroße Lotosblüten dargestellt, auf deren Blättern zierliche Apsaras tanzen. Auf den Seitenwänden befinden sich weitere Malereien von Lotusteichen und Szenen aus der Zeit König Mongkuts, in einigen Szenen ist der König selbst abgebildet.

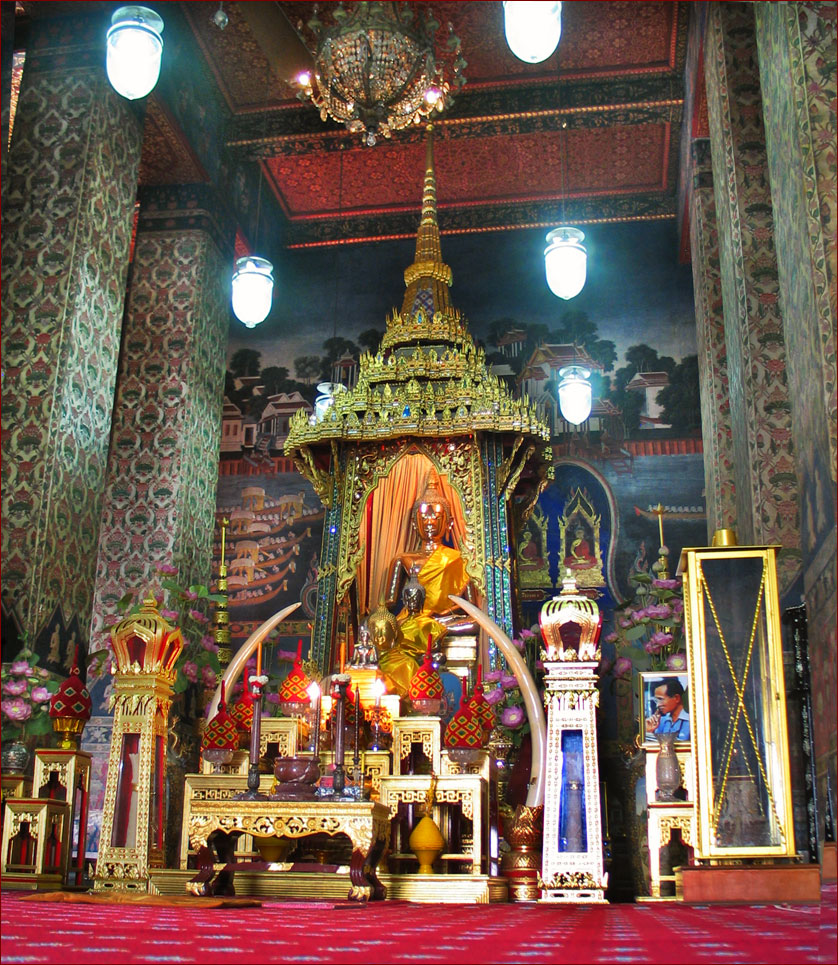
Luang Pho Phra Soem, Viharn des Wat Pathum Wanaram

- Die Chedi ist weiß gekälkt, sie ist das einzige Bauwerk, welches schon von weitem sichtbar ist. Der glockenförmige Körper steht auf einem quadratischen Sockel, mit kleinen Alkoven an den vier Stirnseiten. Im östlichen Alkoven befindet sich eine Statue von König Mongkut. Unter der Chedi ist die Asche des Prinzen Mahidol Adulyadej beigesetzt, dem Vater des derzeitigen Königs Bhumibol Adulyadej (Rama IX.). Außerdem befindet sich hier ein Knochenfragment der Königinmutter Prinzessin Srinagarindra (ศรีนครินทรา) und ein Knochenfragment von König Ananda Mahidol (Rama VIII.).
- Der Viharn hat an seinen Stirnseiten jeweils einen Portikus. Durch drei Türen gelangen die Gläubigen in die Halle, die von der berühmten Buddha-Statue mit Namen Luang Pho Phra Soem (หลวงพ่อพระเสริม)[2] beherrscht wird. Luang Pho Phra Soem wurde von König Phra Nang Klao (Rama III.) als Kriegsbeute aus Vientiane mitgebracht. König Mongkut schließlich ließ sie hierher bringen. Heute sitzt sie auf einem eindrucksvoll ausgeschmückten Thron, der von zwei riesigen Elefanten-Stoßzähnen flankiert wird. Auch im Viharn sind alle Wände mit traditionellen Malereien bedeckt. Auf der Stirnseite ist eine Reihe von Booten dargestellt, mit denen König Mongkut über den Khlong Saen Saeb kommend den Tempel besucht. An den Seitenwänden befinden sich wieder zahlreiche, mit großen Lotusblumen bestandene Teiche, an den Ufern traditionelle, königliche Salas. Die Fensterläden sind von innen mit mythologischen Wächterfiguren bemalt, die zwischen Lotosblüten stehen, von außen sind sie mit vergoldeten Holzschnitzereien bedeckt, die Szenen aus dem täglichen Leben der damaligen Zeit darstellen. Sehenswert ist auch eine alte Schwarzweiß-Fotografie des Tempels, wie er vor über 100 Jahren ausgesehen hat. Das Foto hängt etwas versteckt an der rechten Seitenwand.
- Der Bodhi-Baum ist von einer quadratischen, offenen Galerie umgeben, in der eine Reihe von unterschiedlichen Buddha-Statue aufgestellt sind.

## Weitere Bauten
Im „hinteren Teil“ des Tempels, zwischen dem Sanghawat, dem Wohnbereich der Mönche, und dem Khlong Saen Saeb liegt der Phra Meru Mas, eine Rekonstruktion des Krematoriums der hochverehrten Königinmutter von Thailand Srinagarindra (ศรีนครินทรา), deren sterbliche Überreste am 10. März 1996 auf dem Sanam Luang eingeäschert wurden. Die Urne mit ihrer Asche wurde anschließend in einer feierlichen Prozession zum Tempel Wat Ratchabophit überführt. Der Phra Meru Mas ist ein Beispiel für traditionelle thailändische Handwerkskunst, er ist ganz aus Holz erbaut und reich mit Skulpturen verziert. Er soll den mythologischen Berg Meru repräsentieren, der zentralen Achse des buddhistischen Weltbildes.